# Romanos
Romanos egy község Spanyolországban,  Zaragoza tartományban. Romanos Badules, Villahermosa del Campo, Lechon, Anento, Nombrevilla, Villarroya del Campo és Villadoz községekkel határos. Lakosainak száma 145 fő (2024).

## Népesség
A település népessége az utóbbi években az alábbiak szerint változott:
| Lakosok száma | 145  | 124  | 112  | 114  | 121  | 107  | 119  | 128  | 119  | 145  |
|               | 2001 | 2004 | 2007 | 2009 | 2012 | 2014 | 2017 | 2019 | 2022 | 2024 |